# Нейплс-Манор
Нейплс-Манор (англ. Naples Manor) — статистически обособленная местность, расположенная в округе Коллиер (штат Флорида, США) с населением в 5186 человек по статистическим данным переписи 2000 года.

## География
По данным Бюро переписи населения США статистически обособленная местность Нейплс-Манор имеет общую площадь в 1,81 квадратных километров, водных ресурсов в черте населённого пункта не имеется.
Статистически обособленная местность Нейплс-Манор расположена на высоте 1 м над уровнем моря.

## Демография
По данным переписи населения 2000 года в Нейплс-Маноре проживало 5186 человек, 1016 семей, насчитывалось 1140 домохозяйств и 1160 жилых домов. Средняя плотность населения составляла около 2865 человек на один квадратный километр. Расовый состав населённого пункта распределился следующим образом: 49,48 % белых, 16,43 % — чёрных или афроамериканцев, 0,39 % — коренных американцев, 0,13 % — азиатов, 0,10 % — выходцев с тихоокеанских островов, 4,32 % — представителей смешанных рас, 29,16 % — других народностей. Испаноговорящие составили 69,30 % от всех жителей статистически обособленной местности.
Из 1140 домохозяйств в 55,7 % воспитывали детей в возрасте до 18 лет, 66,1 % представляли собой совместно проживающие супружеские пары, в 12,5 % семей женщины проживали без мужей, 10,8 % не имели семей. 5,8 % от общего числа семей на момент переписи жили самостоятельно, при этом 1,3 % составили одинокие пожилые люди в возрасте 65 лет и старше. Средний размер домохозяйства составил 4,55 человек, а средний размер семьи — 4,30 человек.
Население статистически обособленной местности по возрастному диапазону по данным переписи 2000 года распределилось следующим образом: 33,7 % — жители младше 18 лет, 15,5 % — между 18 и 24 годами, 33,9 % — от 25 до 44 лет, 13,2 % — от 45 до 64 лет и 3,7 % — в возрасте 65 лет и старше. Средний возраст жителей составил 25 лет. На каждые 100 женщин в Нейплс-Маноре приходилось 127,2 мужчин, при этом на каждые сто женщин 18 лет и старше приходилось 140,5 мужчин также старше 18 лет.
Средний доход на одно домохозяйство статистически обособленной местности составил 41 338 долларов США, а средний доход на одну семью — 37 065 долларов. При этом мужчины имели средний доход в 20 434 доллара США в год против 19 434 доллара среднегодового дохода у женщин. Доход на душу населения статистически обособленной местности составил 41 338 долларов в год. 23,6 % от всего числа семей в населённом пункте и 26,5 % от всей численности населения находилось на момент переписи населения за чертой бедности, при этом 34,7 % из них были моложе 18 лет и 13,1 % — в возрасте 65 лет и старше.